# Kenneth William Eather
Kenneth William Eather, avstralski general, * 6. julij 1901, † 9. maj 1993.